# Entrichella gorapani
Entrichella gorapani is een vlinder uit de familie wespvlinders (Sesiidae), onderfamilie Tinthiinae.
Entrichella gorapani is voor het eerst wetenschappelijk beschreven door Arita & Gorbunov in 1995. De soort komt voor in het Oriëntaals gebied.